# Ефи Ахциоглу
Ефи Темистокли Ахциоглу (на гръцки: Ευτυχία Θεμιστοκλή Αχτσιόγλου) е гръцка юристка и политик, депутат Коалицията на радикалната левица (Сириза).

## Биография
Родена е на 4 януари 1985 година в Енидже Вардар (Яница). Завършва Юридическия факултет на Солунския университет „Аристотел“, след което в 2015 година защитава и докторска дисертация по трудово право от същия университет.
Работи като адвокат в Солун, а от юли 2014 година е сътрудник на еврогрупата на Сириза в Брюксел.
Работила е и в Европейския парламент, както и в катедрата по гражданско право, гражданско производство и трудово право на юридическия факултет на Университета Аристотел в Солун от 2009 до 2013 година, както и изследовател в Центъра за международно и европейско икономическо право.
Членка е на Централния комитет на СИРИЗА и ръководител на отдела за труда и социалните въпроси.
Тя е кандидат в националната листа Сириза на изборите през януари и септември 2015 година.
Ахциоглу е министър на труда, социалното осигуряване и социалната солидарност от ноември 2016 година до юли 2019 година в правителството на Алексис Ципрас. По време на нейния мандат има удължаване на колективните трудови договори, увеличаване на минималната работна заплата с 11% и 27% за нови служители (с единична минимална работна заплата от 650 евро), намаляване на работата на черно и на безработицата, създаването на Организация за социални помощи и социална солидарност (ОПЕК), новата рамка за спонсорство и осиновяване и други.
В 2019 година е избрана за депутат от Сириза от националната листа. В парламента е членка на Постоянната комисия по социални въпроси и на Комисията за преразглеждане на Конституцията, създадена през септември 2019 година.